# Clairfontaine
Pour les articles homonymes, voir Clairefontaine.
Clairfontaine est une commune française située dans le département de l'Aisne, en région Hauts-de-France.

## Géographie

### Localisation
Clairfontaine se situe en Thiérache (nord-est du département de l'Aisne).
La commune est caractérisée par le bocage ; elle se trouve en limite de Fourmies, dans le département du Nord.

### Hydrographie

#### Réseau hydrographique
La commune est traversée par la ligne de partage des eaux entre les bassins hydrographiques Artois-Picardie et Seine-Normandie. Elle est drainée par le ruisseau du Petit Moulin, la Petite Rue, la Rue Roger, le fossé de la Ruelle Bernard, le ruisseau de Bray, le ruisseau de la fontaine des nourris et un autre petit cours d'eau.

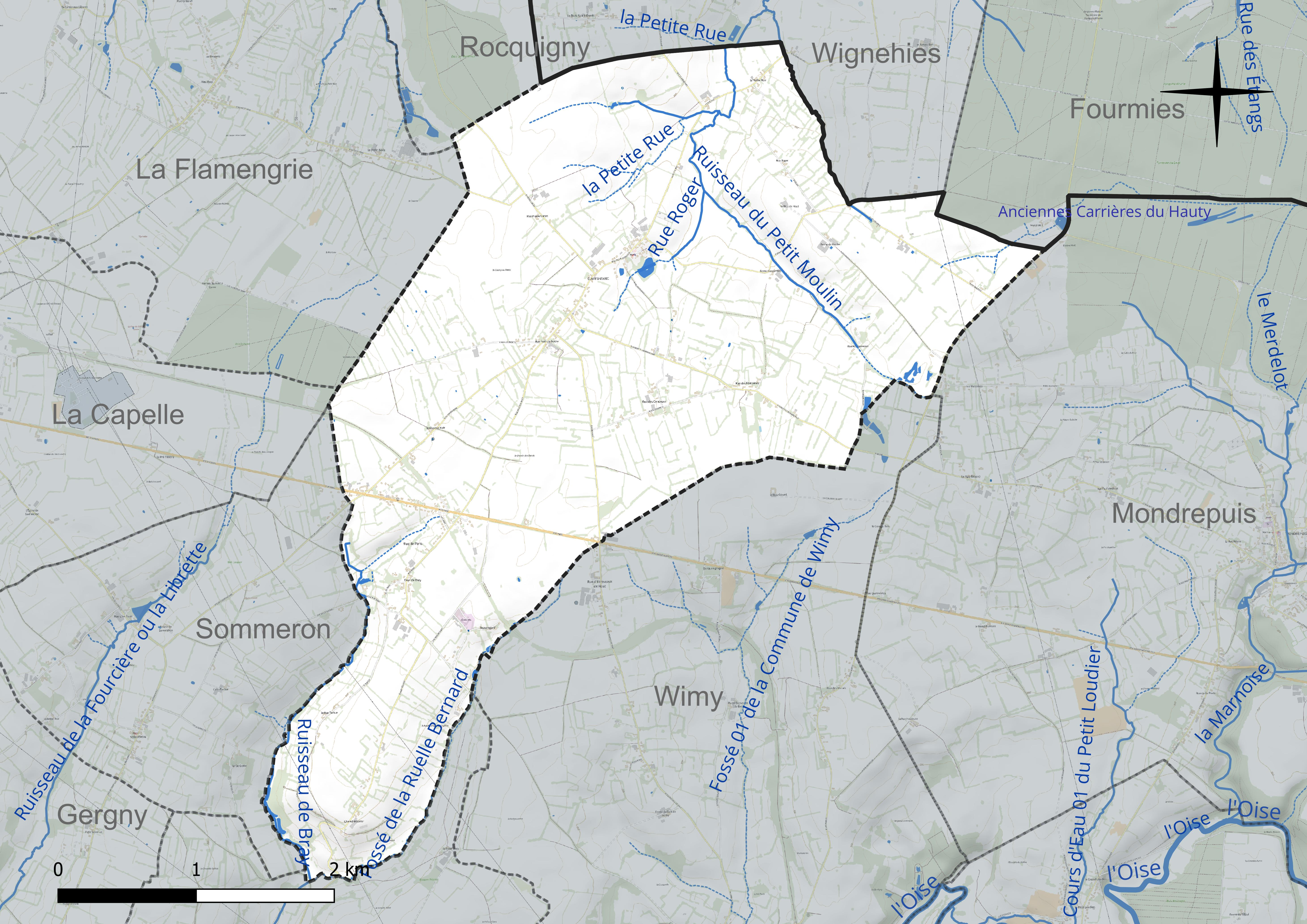
Réseau hydrographique de Clairfontaine.

#### Gestion et qualité des eaux
Le territoire communal est couvert par le schéma d'aménagement et de gestion des eaux (SAGE) « Sambre ». Ce document de planification concerne un territoire de 1 253 km2 de superficie, délimité par le bassin versant de la Sambre. Le périmètre a été arrêté le 1er novembre 2003 et le SAGE proprement dit a été approuvé le 21 septembre 2012, puis modifié le 18 août 2022. La structure porteuse de l'élaboration et de la mise en œuvre est le syndicat mixte du Parc naturel régional de l'Avesnois.
La qualité des cours d'eau peut être consultée sur un site dédié géré par les agences de l'eau et l'Agence française pour la biodiversité.

### Climat
Pour des articles plus généraux, voir Climat des Hauts-de-France et Climat de l'Aisne.
En 2010, le climat de la commune est de type climat de montagne, selon une étude du CNRS s'appuyant sur une série de données couvrant la période 1971-2000. En 2020, Météo-France publie une typologie des climats de la France métropolitaine dans laquelle la commune est exposée à un climat océanique altéré et est dans la région climatique Nord-est du bassin Parisien, caractérisée par un ensoleillement médiocre, une pluviométrie moyenne régulièrement répartie au cours de l'année et un hiver froid (3 °C).
Pour la période 1971-2000, la température annuelle moyenne est de 9,4 °C, avec une amplitude thermique annuelle de 15,1 °C. Le cumul annuel moyen de précipitations est de 956 mm, avec 13,7 jours de précipitations en janvier et 9,9 jours en juillet. Pour la période 1991-2020, la température moyenne annuelle observée sur la station météorologique la plus proche, située sur la commune de Fontaine-lès-Vervins à 15 km à vol d'oiseau, est de 10,5 °C et le cumul annuel moyen de précipitations est de 826,3 mm,. Pour l'avenir, les paramètres climatiques de la commune estimés pour 2050 selon différents scénarios d'émission de gaz à effet de serre sont consultables sur un site dédié publié par Météo-France en novembre 2022.

## Urbanisme

### Typologie
Au 1er janvier 2024, Clairfontaine est catégorisée commune rurale à habitat dispersé, selon la nouvelle grille communale de densité à 7 niveaux définie par l'Insee en 2022.
Elle est située hors unité urbaine et hors attraction des villes,.

### Occupation des sols
L'occupation des sols de la commune, telle qu'elle ressort de la base de données européenne d'occupation biophysique des sols Corine Land Cover (CLC), est marquée par l'importance des territoires agricoles (98 % en 2018), une proportion identique à celle de 1990 (98 %). La répartition détaillée en 2018 est la suivante : 
prairies (74,2 %), terres arables (22,2 %), zones urbanisées (1,9 %), zones agricoles hétérogènes (1,6 %), forêts (0,1 %).
L'évolution de l'occupation des sols de la commune et de ses infrastructures peut être observée sur les différentes représentations cartographiques du territoire : la carte de Cassini (XVIIIe siècle), la carte d'état-major (1820-1866) et les cartes ou photos aériennes de l'IGN pour la période actuelle (1950 à aujourd'hui).

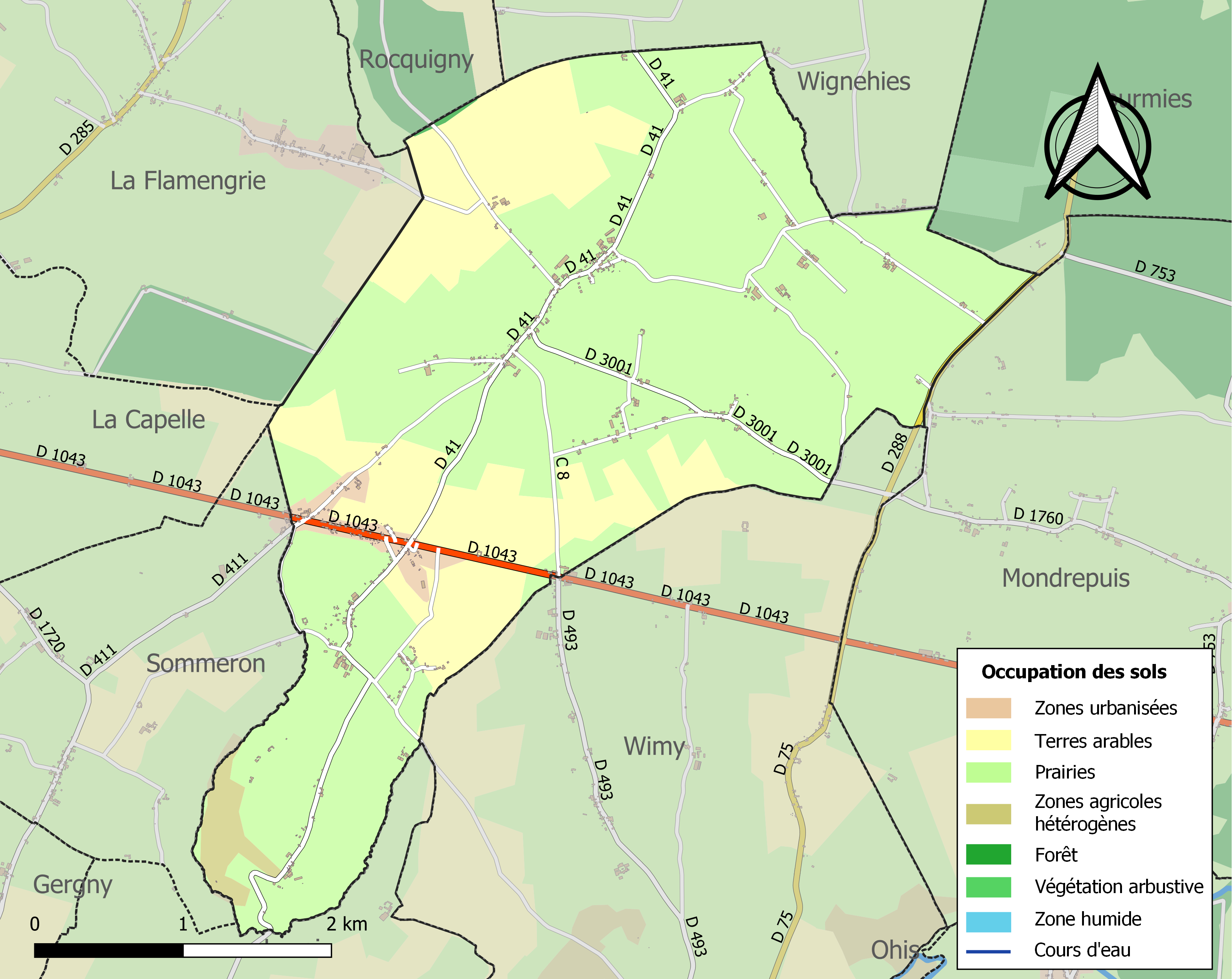
Carte des infrastructures et de l'occupation des sols de la commune en 2018 (CLC).

## Toponymie
Clarus fons en 1136, bâti près de sources à la limpidité desquelles elle doit son nom.
Le français fontaine qui n'est pas attesté avant le XIIe siècle, remonte au bas latin fontana « source, fontaine », forme substantivée de l'adjectif fontanus dérivé du nom commun latin fōns, fontis « source, fontaine »

## Histoire
Le village de Clairfontaine doit sa naissance à l'abbaye de Clairfontaine qui, au commencement du XIIe siècle, est fondée en ce lieu alors désert.
Un certain Albéric désirant embrasser la vie érémitique avec quelques autres clercs qui s'étaient rangés sous sa conduite, demande à Guy, seigneur de Guise, et en obtient cette solitude en 1124. Deux ans après, cette communauté s'affillie à l'abbaye de Prémontré.
En même temps, Clairfontaine dépendait de Wimy, est érigé en paroisse.
Les troubles et les guerres civiles du XVIe siècle sont funestes à cette maison religieuse qui, placée sur l'extrême frontière du royaume de France, était plus exposée que toute autre. Elle est entièrement détruite en 1636, pendant le siège de La Capelle.
Les moines, réduits à un petit nombre, ne savaient où se réfugier, lorsque les habitants de Villers-Cotterêts leur offrent un emplacement avec l'église du bourg. Ils acceptent, et en 1676, s'établissent définitivement à Villers-Cotterêts. Quant au village de Clairfontaine, pillé et brûlé une première fois par les Espagnols en 1636, il est tout à fait ruiné par eux en 1670.
Clairfontaine n'a pas eu de seigneurs laïques, les religieux en ayant toujours gardé la seigneurie.

## Politique et administration

### Rattachements administratifs et électoraux
La commune se trouve dans l'arrondissement de Vervins du département de l'Aisne. Pour l'élection des députés, elle fait partie depuis 1958 de la troisième circonscription de l'Aisne.
Elle faisait partie depuis 1793 du canton de La Capelle. Dans le cadre du redécoupage cantonal de 2014 en France, la commune est désormais intégrée au canton de Vervins.

### Intercommunalité
La commune est membre de la communauté de communes de la Thiérache du Centre, créée fin 1992.

### Liste des maires
| Période                                  | Période                   | Identité         | Étiquette | Qualité |
| ---------------------------------------- | ------------------------- | ---------------- | --------- | --- |
| Les données manquantes sont à compléter. |                           |                  |           | |
| 1838                                     | 1848                      | César Huant      |           | |
| avant 1875                               | après 1876                | Henninon         |           | |
| Les données manquantes sont à compléter. |                           |                  |           | |
| mars 2001                                | avril 2001                | Patrick Mandron  |           | Démissionnaire |
| 2001                                     | mai 2020,                 | Paul Véron       | DVD       | Ancien directeur de la MFR de Beauregard Président de la communauté de communes de la Thiérache du Centre (2014 → 2020) |
| mai 2020,                                | En cours (au 26 mai 2020) | Régis Tricoteaux |           | Agriculteur |

## Population et société

### Démographie
L'évolution du nombre d'habitants est connue à travers les recensements de la population effectués dans la commune depuis 1793. Pour les communes de moins de 10 000 habitants, une enquête de recensement portant sur toute la population est réalisée tous les cinq ans, les populations de référence des années intermédiaires étant quant à elles estimées par interpolation ou extrapolation. Pour la commune, le premier recensement exhaustif entrant dans le cadre du nouveau dispositif a été réalisé en 2004.

En 2022, la commune comptait 522 habitants, en évolution de −7,12 % par rapport à 2016 (Aisne : −1,97 %, France hors Mayotte : +2,11 %).
| 1793  | 1800 | 1806 | 1821  | 1831  | 1836  | 1841  | 1846  | 1851  |
| ----- | ---- | ---- | ----- | ----- | ----- | ----- | ----- | ----- |
| 1 008 | 915  | 962  | 1 262 | 1 426 | 1 479 | 1 478 | 1 440 | 1 444 |

| 1856  | 1861  | 1866  | 1872  | 1876  | 1881 | 1886 | 1891 | 1896 |
| ----- | ----- | ----- | ----- | ----- | ---- | ---- | ---- | ---- |
| 1 354 | 1 329 | 1 212 | 1 124 | 1 045 | 945  | 913  | 867  | 890  |

| 1901 | 1906 | 1911 | 1921 | 1926 | 1931 | 1936 | 1946 | 1954 |
| ---- | ---- | ---- | ---- | ---- | ---- | ---- | ---- | ---- |
| 833  | 802  | 814  | 736  | 703  | 700  | 687  | 609  | 653  |

| 1962 | 1968 | 1975 | 1982 | 1990 | 1999 | 2004 | 2006 | 2009 |
| ---- | ---- | ---- | ---- | ---- | ---- | ---- | ---- | ---- |
| 609  | 597  | 519  | 556  | 514  | 497  | 531  | 528  | 565  |

| 2014 | 2019 | 2022 | - | - | - | - | - | - |
| ---- | ---- | ---- | - | - | - | - | - | - |
| 563  | 535  | 522  | - | - | - | - | - | - |

### Enseignement
L'école communale a ferme en 2004, à la suite d'une baisse des effectifs scolaires.
La maison familiale et rurale de Beauregard forme les jeunes aux métiers du cheval,.

### Autres services publics
Pendant les mandats de Paul Véron, la commune a été l'une des premières à ouvrir une agence postale communale, défendant ainsi le service public de proximité.

## Économie
En 2019 le village dispose de trois entreprises qui emploient, au total, environ 130 personnes : la MFR de Beauregard, Collery et Eiffage.

## Culture locale et patrimoine

### Lieux et monuments
- Abbaye de Clairfontaine.
- Église Sainte-Ursule de Clairfontaine.
- Monument aux morts.
- Plusieurs oratoires, dont quelques-uns en forme de potale, caractéristique pour l'Avesnois, région avoisinante.

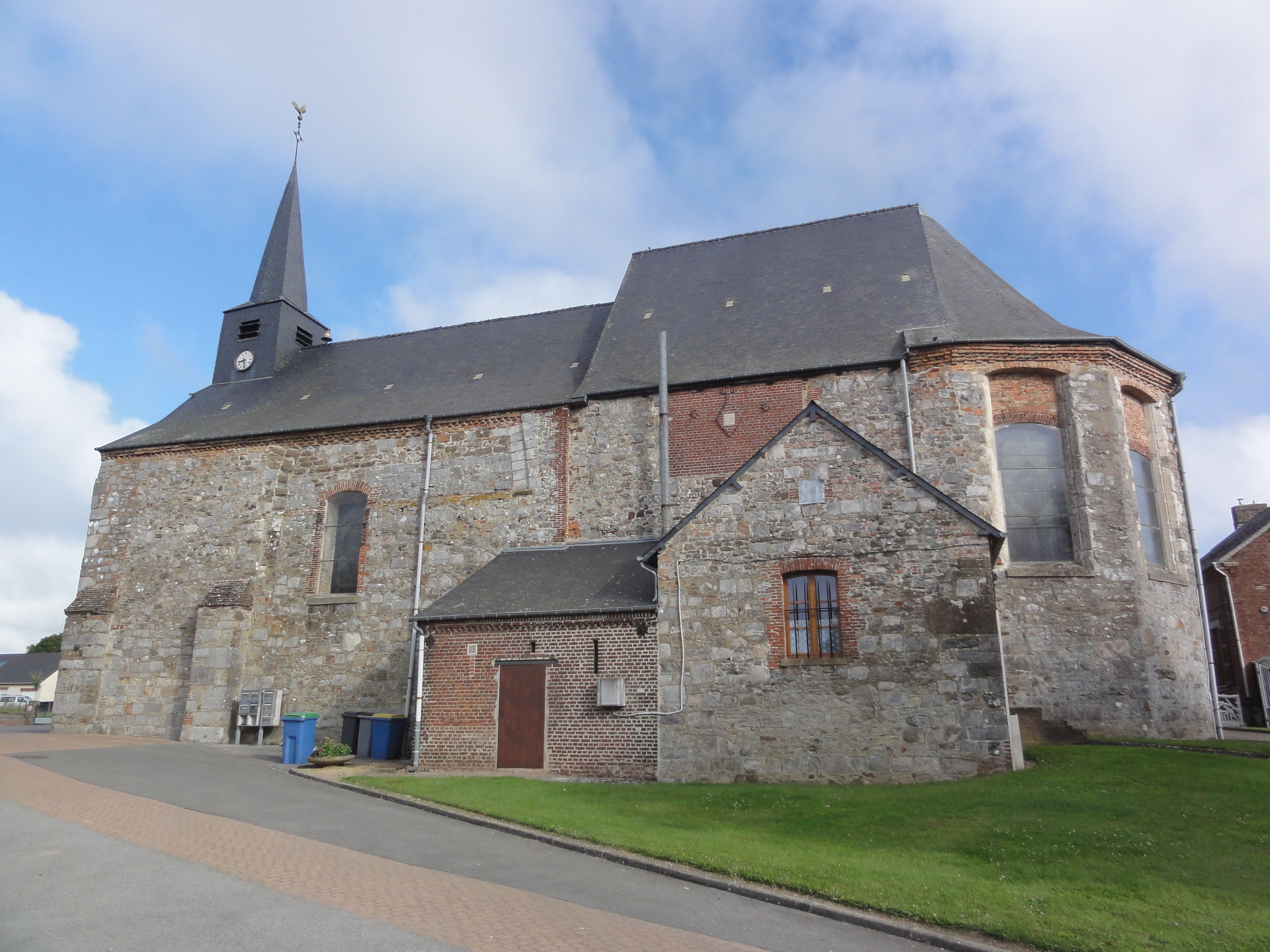
Église Sainte-Ursule.
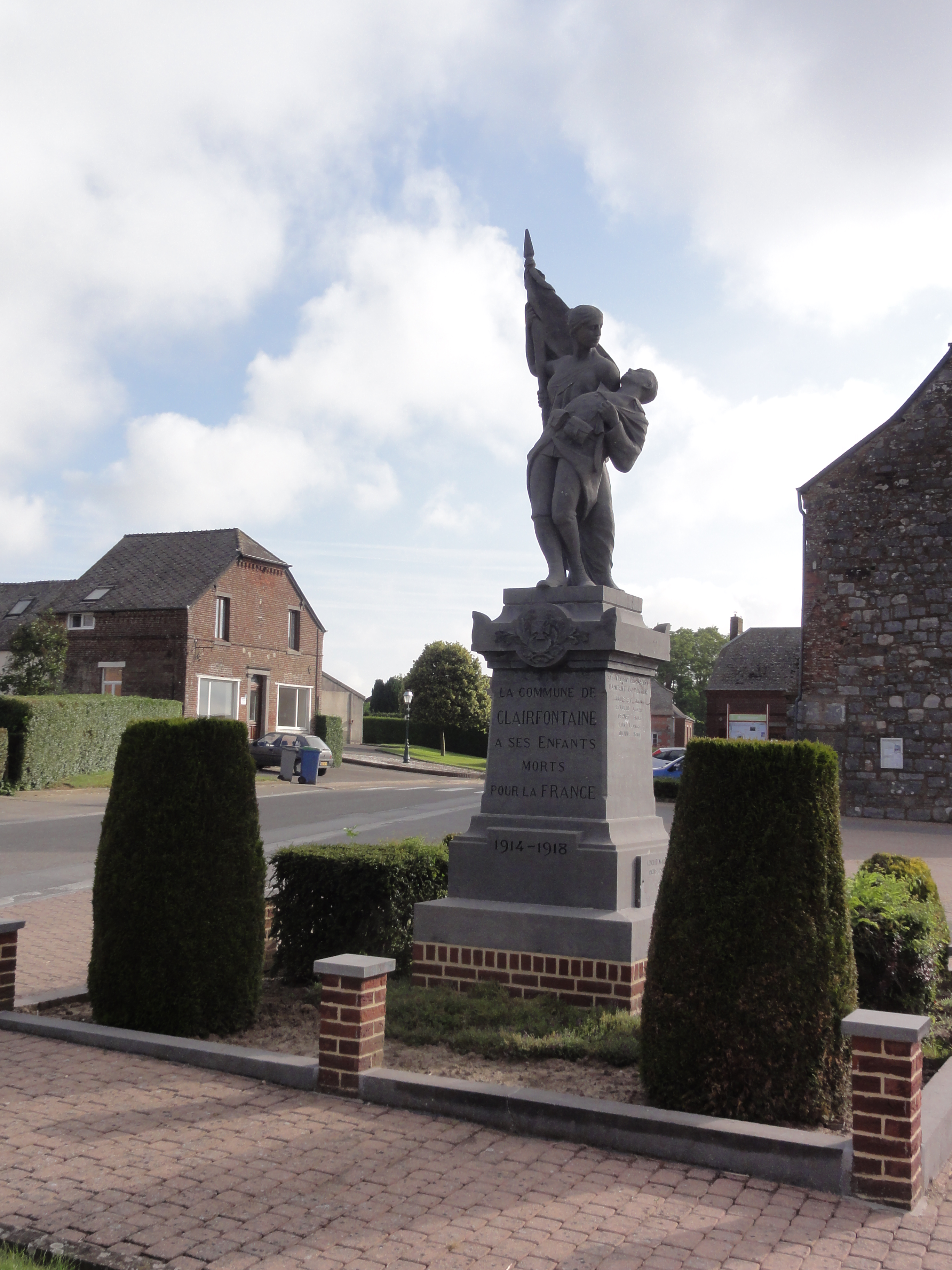
Monument aux morts.
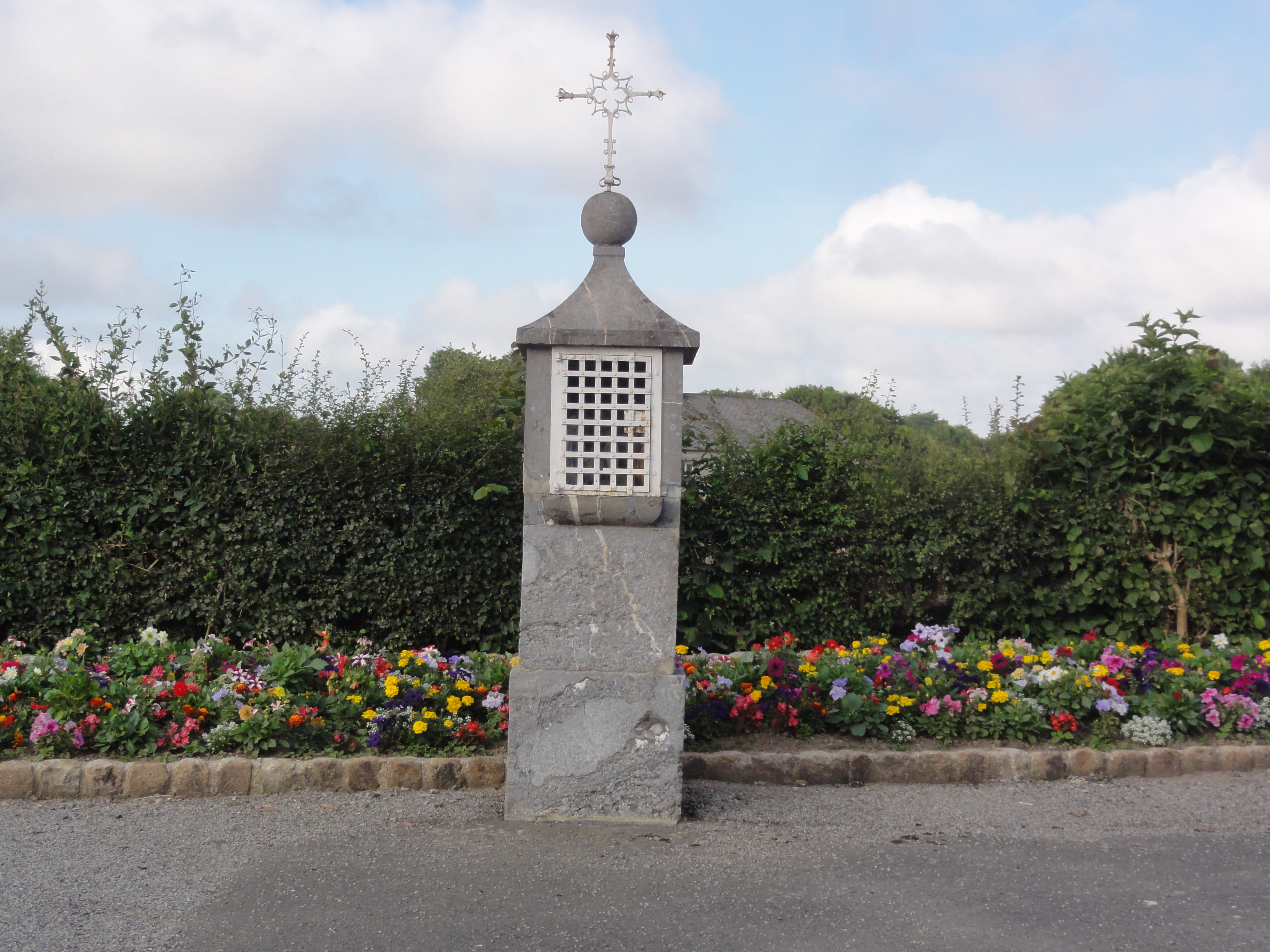
Oratoire - potale.
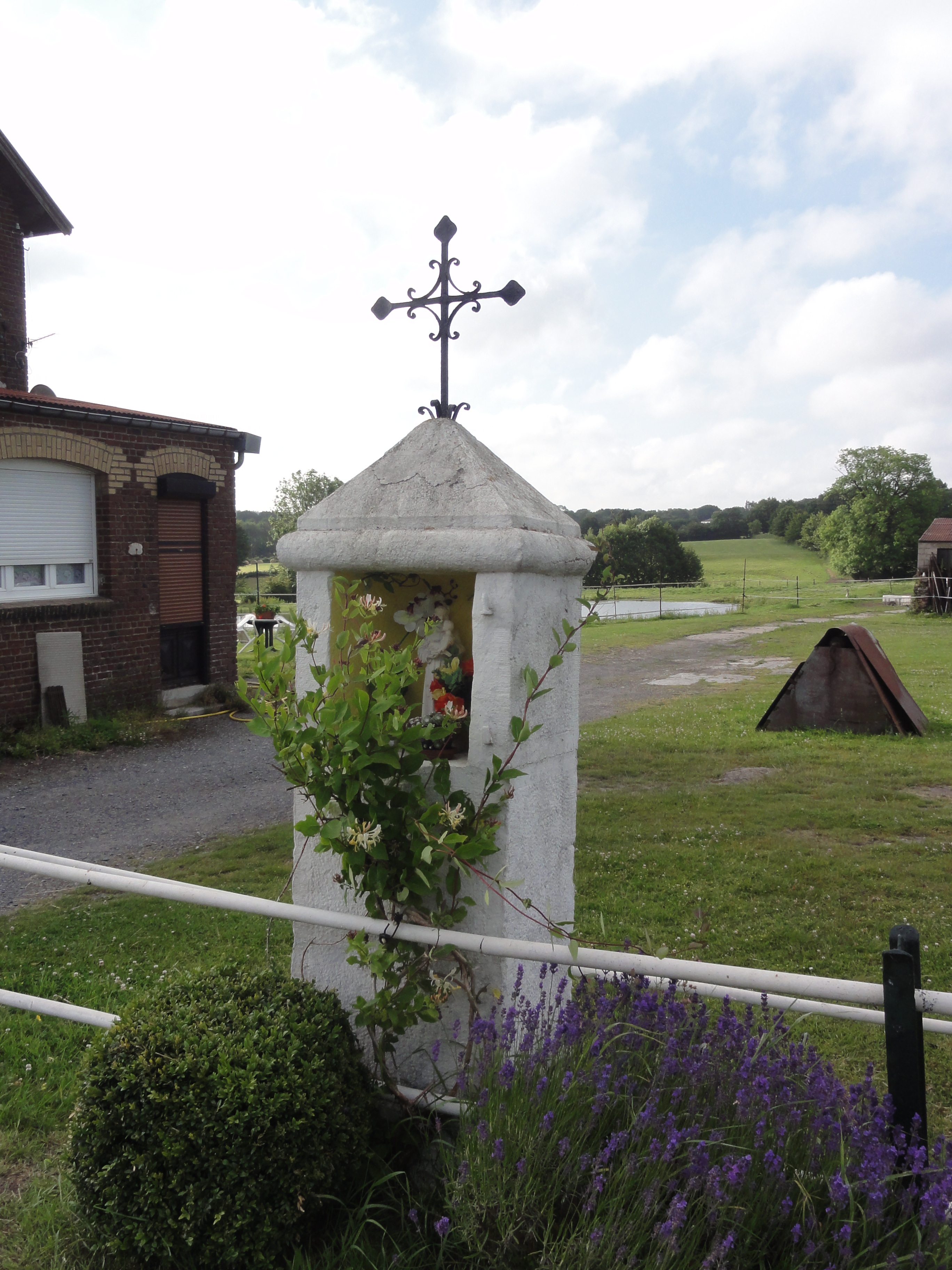
Oratoire - potale.

## Pour approfondir